# Красный Строитель (Москва)
Кра́сный Строи́тель — бывший посёлок городского типа (с 1946 года), располагавшийся до 1960 года на территории Московской области, около станции Красный Строитель. В августе 1960 года эта территория была включена в состав города Москвы.
Красный Строитель получил статус посёлка городского типа по решению Мособлисполкома № 279 от 8 марта 1946 года, утверждённому указом Президиума Верховного совета РСФСР от 30 мая 1946 года. В нём располагались кирпичный завод, ремонтно-механический завод, завод строительных деталей, завод бактериальных препаратов, экспериментальный завод Всесоюзного НИИ консервной промышленности. В 1950-е годы Красный Строитель административно относился к Ленинскому району. На момент вхождения в состав Москвы численность населения посёлка составляла 13,3 тыс. чел.
Название посёлка сохраняется в названии одноимённой станции. Железная дорога делила его на восточную и западную части: первая ныне административно относится к московскому району Бирюлёво Западное, а вторая является 26-м кварталом района Чертаново Южное.
История «бирюлёвской» части Красного Строителя началась в 1930-е годы, когда на 24-м километре Московско-Курской железной дороги появился посёлок, основанный жителями Москвы, переселёнными сюда в связи со сносом старых домов в центре столицы. После включения Красного Строителя в состав Москвы в этой части посёлка формировалась производственно-складская зона и к концу 1980-х годов деревянные жилые дома практически полностью исчезли.

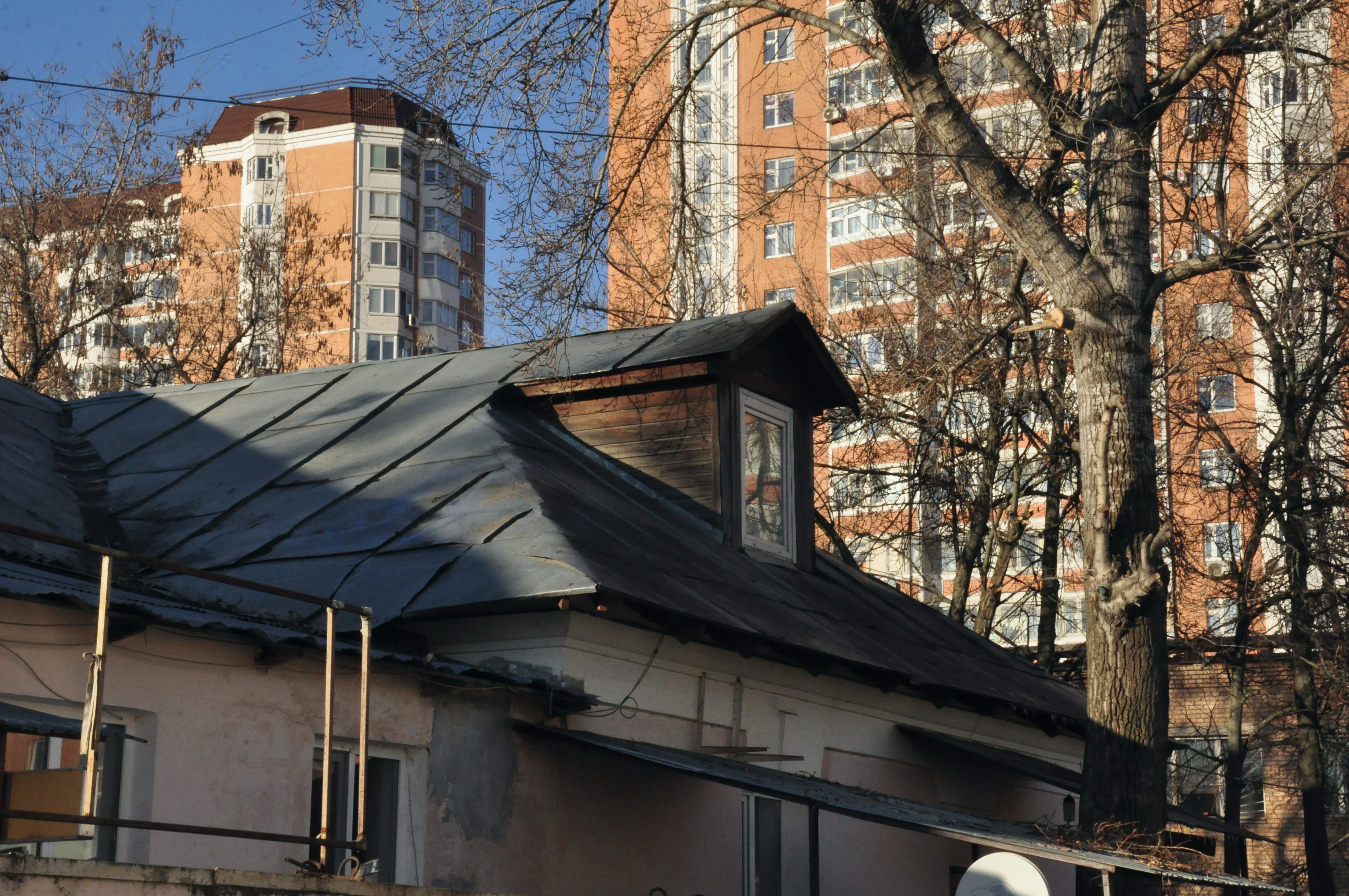
Частично сохранившаяся застройка «до-московского» периода. Ноябрь 2018

Западная часть Красного Строителя возникла на месте жилого посёлка кирпичного завода № 22 и некоторых территорий Аннинского сельсовета, которые в 1946 году вошли в состав новообразованного рабочего посёлка. С 1950-х годов велась застройка квартала домами для работников Газопроводстроя, в связи с чем его также называли посёлком Газопровод. Облик западной части Красного Строителя сильно изменился в начале XXI века: с 2003 года на улицах Газопровод и Россошанской возведены 17-этажные дома серии П-44Т, в то время как последний «сталинский» жилой дом на Дорожной улице, 34 был снесён в ноябре 2006 года. Одним из немногих сохранившихся зданий прежнего Красного Строителя является дом культуры «Маяк» на улице Газопровод, 9А.